# Pont de Luding
Pour les articles homonymes, voir Luding.
Le pont de Luding (chinois : 泸定桥 ; pinyin : lúdìng qiáo) est un pont suspendu constitué de chaînes, qui traverse la rivière Dadu, situé dans la Préfecture autonome tibétaine de Garzê du Sichuan en République populaire de Chine. 

## Historique
Il est construit en 1706, sous la dynastie Qing, et constitue à l'époque le plus long pont suspendu du monde jusqu'en 1816. 
Selon la propagande communiste, il est notamment célèbre pour être l'un des épisodes les plus emblématiques de la Longue Marche le 29 mai 1935 ,.

## Référence

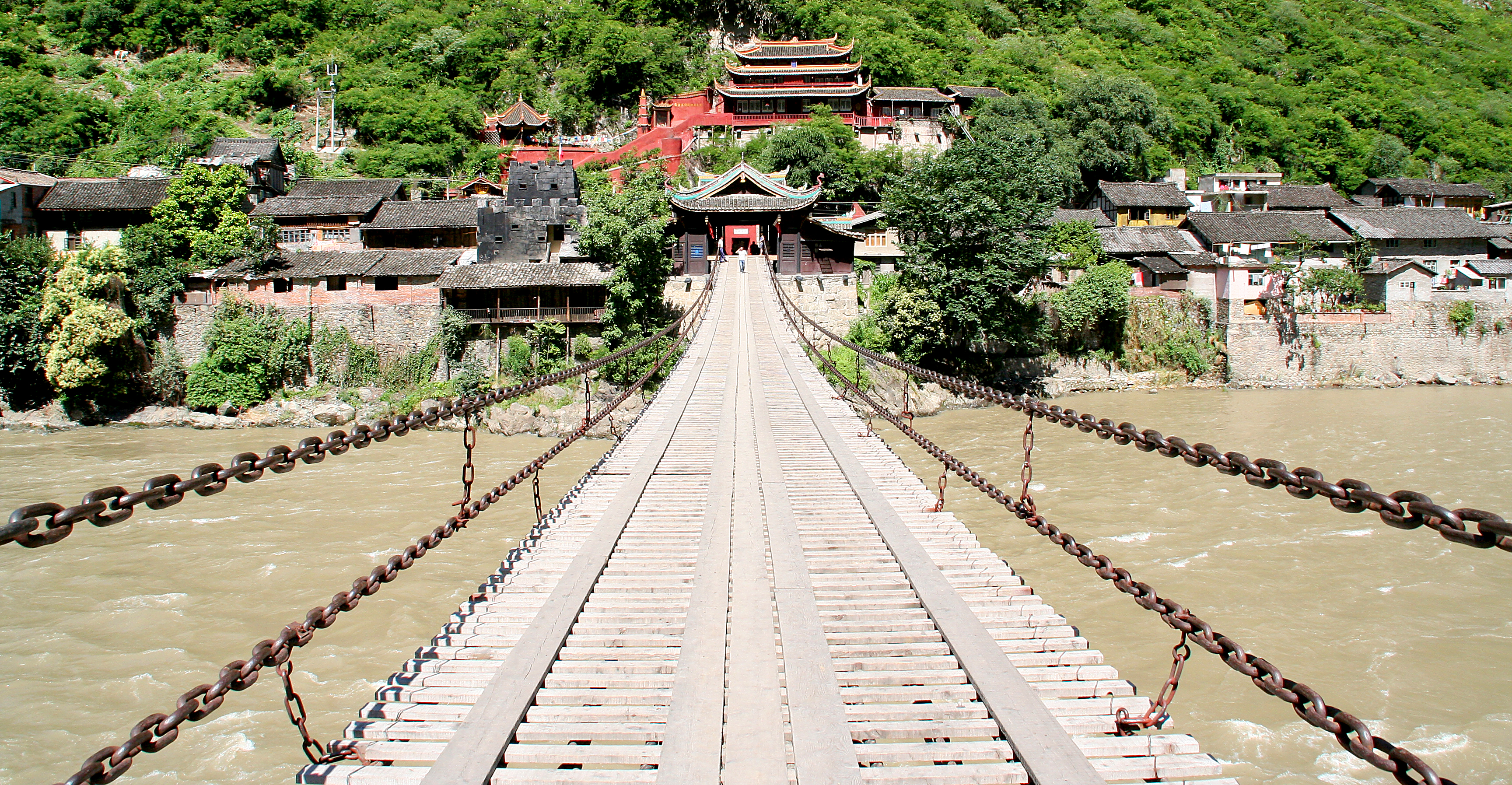
Vue depuis le pont

1. ↑  « En Chine, retour sur le mystère de la "glorieuse" bataille du pont de Luding », Le Monde.fr,‎ 28 septembre 2009 (lire en ligne, consulté le 4 avril 2021)
2. ↑  Philippe Grangereau, «La plus grande opération de propagande», sur Libération, 9 juin 2006 (consulté le 4 avril 2021)